# レオン・チョルゴッシュ

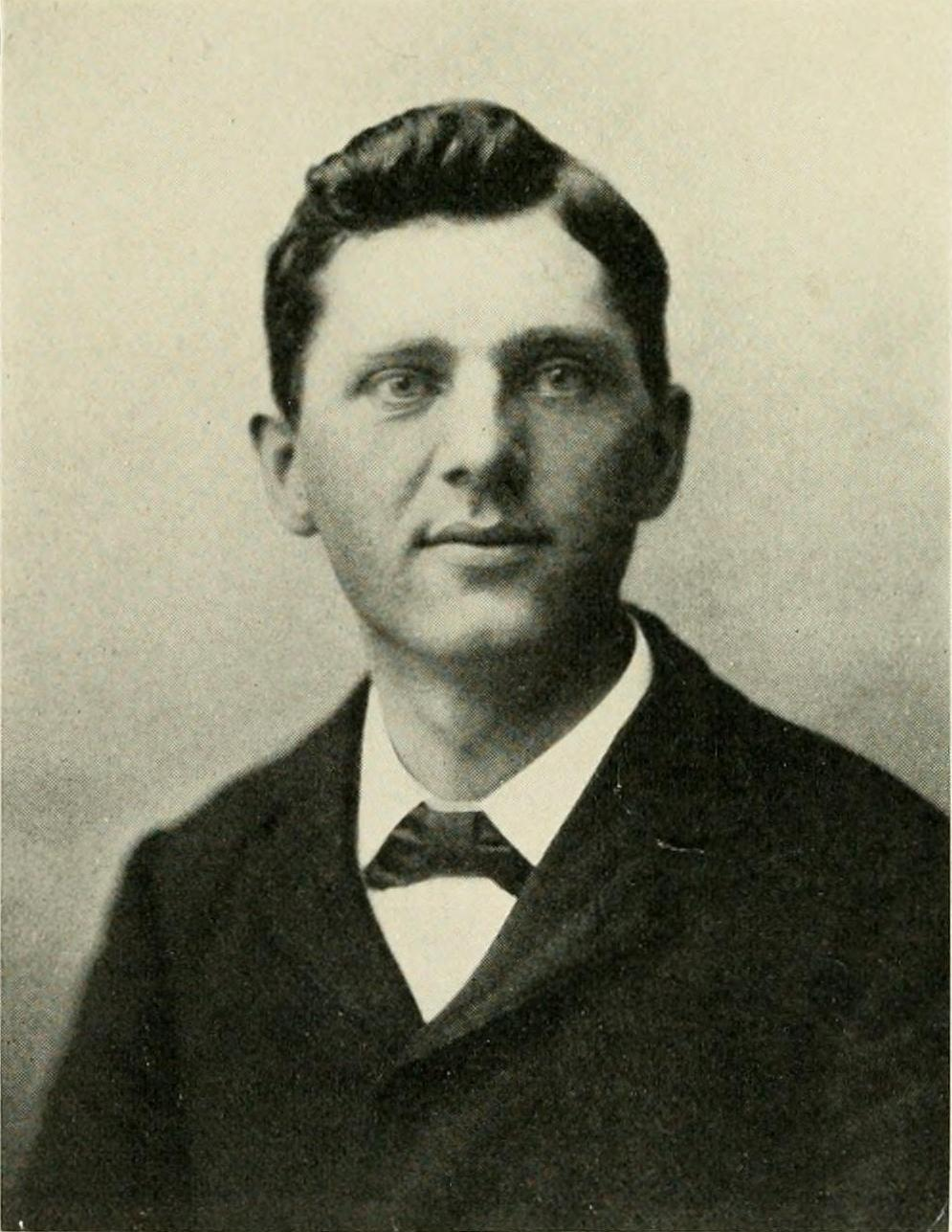
レオン・チョルゴッシュ

レオン・フランク・チョルゴッシュ（Leon Frank Czolgosz、ポーランド語表記:Czołgosz、1873年5月5日 - 1901年10月29日）は、アメリカ合衆国の無政府主義者。ウィリアム・マッキンリー大統領を暗殺した事で知られる。苗字はニーマン（Nieman）などとも。

## 前半生
ミシガン州アルピーナにて、父ポール・チョルゴッシュと母マリー・ナウアクとの間に生まれる。子はレオンを含め8子おり、両親ともポーランド・カトリック系移民であった。
祖先は現在のベラルーシ出身とされ、父は1860年代にフロドナ近郊のオストロヴェッツから、アメリカ合衆国へ移住したものと見られる。合衆国到着時は自らをハンガリー人としたものの、苗字の綴りをジョウグシュ（Zholhus、Жолгусь、Żołguś）からチョルゴッシュに変更。
レオンが5歳の時、一家はデトロイトに転居。次いで10歳の時にオハイオ州ウォーレンスヴィルにある家族所有の農場を離れ、兄2人と共にアメリカ鉄鋼電線社で働く。工場労働者がストライキを打つと、レオンは兄2人共々解雇され、家族所有の農場へ戻る事となる。16歳の時にはペンシルベニア州ナトローナのガラス工場で働き始めるが、2年後帰郷。

## 無政府主義への関心
1898年、多くは暴動に終わる一連のストライキを目撃した後、継母ひいては家族の奉じるローマ・カトリック教会の信条と度々衝突していた実家に再び戻る。世捨て人となったレオンは社会主義、無政府主義系の新聞を読み漁る日々を過ごす。
その後、政治活動家のエマ・ゴールドマンの演説に感銘を受け、1901年にクリーヴランドで行われた彼女の講義に初めて参加。講義から数日経過したある日、シカゴにある彼女の自宅を「ニーマン」の偽名を使って訪れるも、当時駅へ向かっており不在であった。そのため、クリーヴランドの社会主義者への落胆を伝え、駅にいる無政府主義者仲間を紹介してもらう事にした。なおゴールドマン自身は、チョルゴッシュを擁護すべく一筆書き送っている。
一方、急進派の新聞「自由社会」紙はチョルゴッシュへの注意喚起を促す、次のような記事を掲載。
同志達の注意は、もう1人のスパイに向けられている。彼は中背で肩幅が狭く、金髪で年の頃は25。現在までシカゴやクリーヴランドに出没。（中略）彼の態度は人並みで、主義に相当興味を持っている振りをしており、来るべき暴動への支援を強く求めている。もし上記と同じ人物が姿を現せば、同志は予め警戒し、然るべき行動を取られたい。
何れにせよ、チョルゴッシュはアメリカ社会に富裕層が貧困層を搾取する事で焼け太る不平等が存在し、その理由が政府自体にあると結論付けた。
そのような中、ヨーロッパで発生したある事件を聞き付け人生が一変。1900年7月29日、イタリア国王ウンベルト1世が無政府主義者ガエタノ・ブレーシにより銃で暗殺されたのである。暗殺事件はアメリカの無政府主義運動に衝撃と影響を与え、ニューヨーク市警のジョセフ・ペトロシーノは、同様の団体がマッキンリー大統領を狙っているのではないかとした。しかし、マッキンリー自身は彼の警戒を一顧だにせずに終わる。

## マッキンリー大統領暗殺

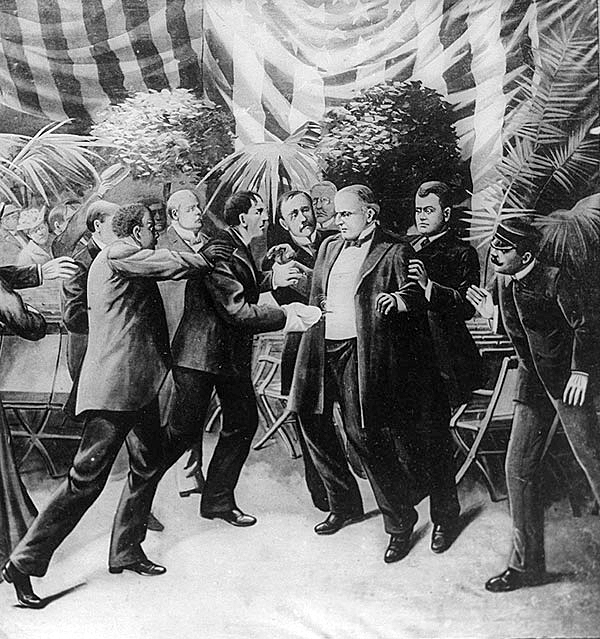
マッキンリーを狙撃するチョルゴッシュのスケッチ

1901年8月31日、チョルゴッシュはニューヨーク州バッファローのパン・アメリカン博覧会場に足を運ぶ。9月6日、口径8ミリの連発拳銃（シリアルナンバー#463344）を携え、再度博覧会場に来場。この拳銃は4日前に4ドル50セントで購入したものであった。午後4時7分、音楽聖堂でマッキンリーに近付き2発発射。1発目はマッキンリーのジャケットに留まるも、2発目が致命的な傷を負わせる事となる。銃撃事件から8日後の9月14日、感染症により他界。
マッキンリーが銃撃を受け後方に倒れ込んだ直後、群衆の多くはチョルゴッシュに襲い掛かるが、大統領が「彼に危害を与えないでくれ」と言うと、群衆は警察が来るまでそのまま束縛。チョルゴッシュは警察本部に護送されるまで、バッファロー市内の警察署の独房で過ごす事となる。

## 裁判と処刑
暗殺事件を受け、新たに就任したセオドア・ルーズベルト大統領は、「無政府主義者の鎮圧と比べると、他の如何なる疑問も重要ではない」との声明を発表。マッキンリー死去前日の9月13日、チョルゴッシュが改装中の警察本部からエリー郡女子刑務所に送られた。16日にはエリー郡拘置所へ身柄が移され、法廷に召喚。大陪審が第一級殺人罪で起訴した後、オーバーン州立刑務所へと移される。
チョルゴッシュは投獄中、看守には遠慮無く話し掛けたが、弁護人や精神鑑定を行うために送られた精神科医との接見は一切拒否。公判中はトマス・ペニーが弁護を担当。チョルゴッシュ自身は「無罪」を嘆願するも、トルーマン・C・ホワイト統括判事はこれを却下し「有罪」を申し立てた。
マッキンリー死去から9日後の9月23日に行われた裁判において、チョルゴッシュの弁護人は、本人が一切口を聞かなかったため準備すら出来ず終いであった。その結果、チョルゴッシュが当時精神異常を来たしていたため、大統領を暗殺しても有罪には成り得ないと主張するに至る。
一方、検察官は無政府主義への傾倒を殊更に強調し、陪審員に迅速な判決と死刑執行とを要求。弁護側は何らかの精神異常に一時的にでも罹っていたという証拠が見つけられなかったため、判決は決まったも同然であった。たとえ陪審員がチョルゴッシュが精神異常を来たしていたと信じていても、今度は精神異常の法的定義が必要となる。なお、ニューヨーク州法では、自分が何をしているのか理解出来ない場合に限り、法的には精神異常とされる。
トマス・ペニーの要求により、ホワイトは陪審員にチョルゴッシュが精神異常ではない事、自分が何をしているのか十分認識している事、という検察側の主張を支持するよう命じて閉廷となった。
9月24日、陪審員がほんの1時間だけ審議した後、有罪判決が言い渡された。9月26日には陪審員が満場一致で死刑を求刑。チョルゴッシュは只管沈黙を守り、有罪判決にも死刑求刑にも感情を一切露わにしなかったと言われている。
1901年10月29日、オーバーン刑務所にて死刑執行。マッキンリーの死から45日後の事であった。
その後ジョン・T・ゲリンにより検死がなされ、脳はエドワード・アンソニー・スピツカが解剖。遺体は検死の後、刑務所の敷地内に埋葬される事となる。なお、埋葬に際しては遺体が見るも無残な姿となるよう、棺に硫酸を注入。管理人は遺体が分解するまで12時間はかかったと推定している。

## 死後
後にエマ・ゴールドマンが暗殺事件に関与した容疑で逮捕されたものの、証拠不十分につき釈放。後に論説「バッファローの悲劇」を『自由社会』紙に寄稿すると、悪評を一気に招いてしまう。論説の中でチョルゴッシュをブルータスに擬え、マッキンリーを「金欲とトラスト王」と呼んだためであった。なお、ゴールドマンによるチョルゴッシュ擁護の姿勢を支持する無政府主義者や急進派はおらず、寧ろ運動に差し支えるのではと考えていた。
犯行現場となった音楽聖堂は、博覧会場もろとも1901年11月に解体。現場付近は現在住宅街となっており、石標が建てられている。チョルゴッシュが用いた拳銃は、バッファロー市内の歴史博物館に展示。
後にマサチューセッツ州精神衛生局長となるロイド・ヴァーノン・ブリッグスは、チョルゴッシュの刑死直後にウォルター・カニング博士の見解を支持しつつ、事件を回顧している。ブリッグスはチョルゴッシュが「長年にわたり何らかの精神病に罹患している人間」と結論付けた上で、「大統領暗殺に関し責任能力が問えるかどうかについては大きな疑問が残る」とした。

## ギャラリー

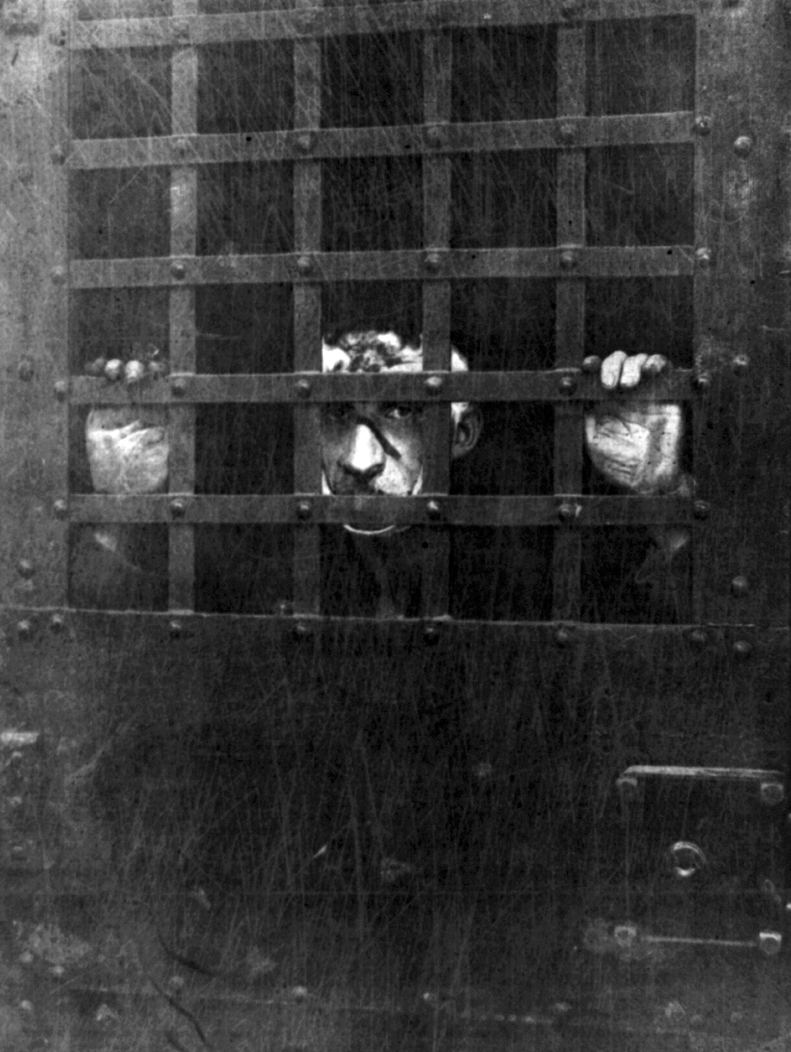
チョルゴッシュ投獄後初めて撮影された写真
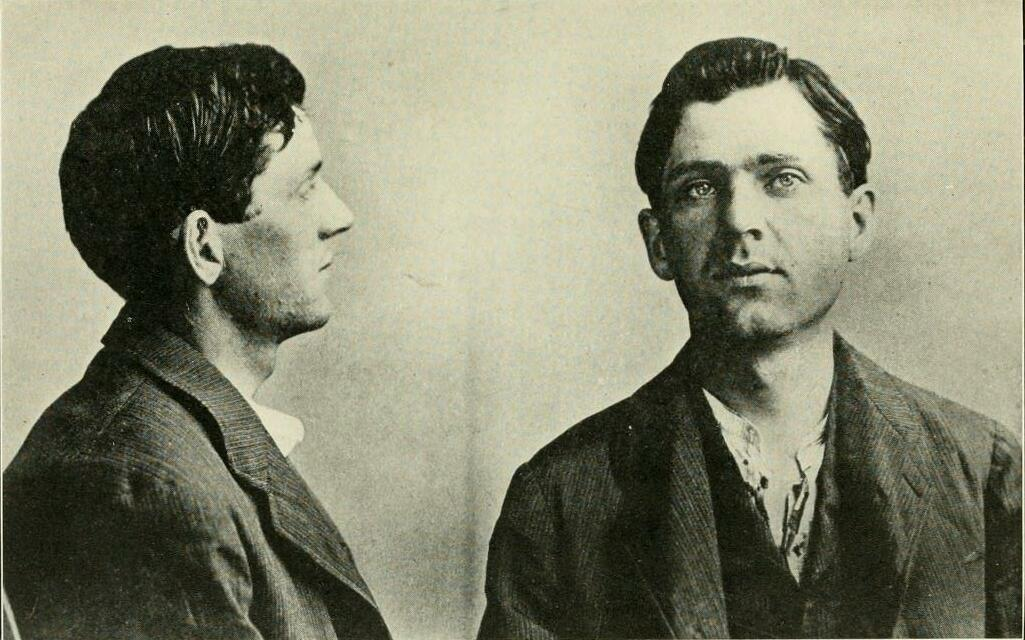
警察で撮影されたマグショット
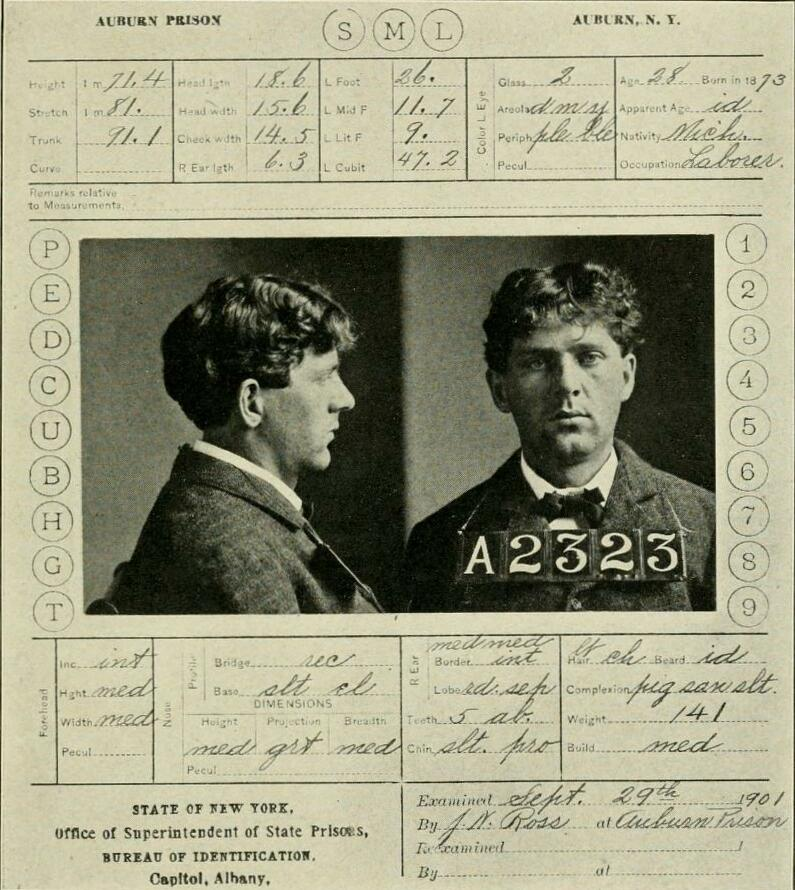
オーバーン刑務所のカード
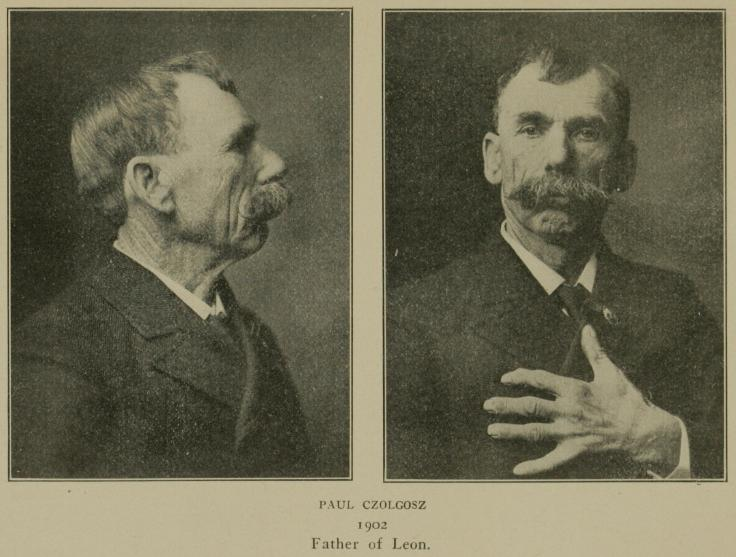
ポール・チョルゴッシュ